# Polònia als Jocs Olímpics
El Comitè Olímpic Polonès és membre del Comitè Olímpic Internacional des de l'any 1919.
Ha participat en 22 edicions dels Jocs Olímpics d'Estiu, començant la seva presència als de París 1924. El país ha obtingut un total de 296 medalles en les edicions d'estiu: 70 d'or, 90 de plata i 136 de bronze.
Als Jocs Olímpics d'Hivern ha participat en totes les edicions (24 en total). El país ha aconseguit un total de 23 medalles en les edicions d'hivern: 7 d'or, 7 de plata i 9 de bronze.

## Medallers

### Per edició
| Jocs Olímpics d'estiu | Jocs Olímpics d'estiu | Jocs Olímpics d'estiu | Jocs Olímpics d'estiu | Jocs Olímpics d'estiu |
| --------------------- | --------------------- | --------------------- | --------------------- | --------------------- |
| Edició                | Or                    | Plata                 | Bronze                | Total                 |
| París 1924            | 0                     | 1                     | 1                     | 2                     |
| Àmsterdam 1928        | 1                     | 1                     | 3                     | 5                     |
| Los Angeles 1932      | 2                     | 1                     | 4                     | 7                     |
| Berlín 1936           | 0                     | 3                     | 3                     | 6                     |
| Londres 1948          | 0                     | 0                     | 1                     | 1                     |
| Hèlsinki 1952         | 1                     | 2                     | 1                     | 4                     |
| Melbourne 1956        | 1                     | 4                     | 4                     | 9                     |
| Roma 1960             | 4                     | 6                     | 11                    | 21                    |
| Tòquio 1964           | 7                     | 6                     | 10                    | 23                    |
| Mèxic 1968            | 5                     | 2                     | 11                    | 18                    |
| Múnic 1972            | 7                     | 5                     | 9                     | 21                    |
| Mont-real 1976        | 7                     | 6                     | 13                    | 26                    |
| Moscou 1980           | 3                     | 14                    | 15                    | 32                    |
| Los Angeles 1984      | –                     | –                     | –                     | –                     |
| Seül 1988             | 2                     | 5                     | 9                     | 16                    |
| Barcelona 1992        | 3                     | 6                     | 10                    | 19                    |
| Atlanta 1996          | 7                     | 5                     | 5                     | 17                    |
| Sydney 2000           | 6                     | 5                     | 3                     | 14                    |
| Atenes 2004           | 3                     | 2                     | 5                     | 10                    |
| Pequín 2008           | 3                     | 6                     | 1                     | 10                    |
| Londres 2012          | 2                     | 2                     | 6                     | 10                    |
| Rio 2016              | 2                     | 3                     | 6                     | 11                    |
| Tòquio 2020           | 4                     | 5                     | 5                     | 14                    |
| TOTAL                 | 70                    | 90                    | 136                   | 296                   |

| Jocs Olímpics d'hivern      | Jocs Olímpics d'hivern | Jocs Olímpics d'hivern | Jocs Olímpics d'hivern | Jocs Olímpics d'hivern |
| --------------------------- | ---------------------- | ---------------------- | ---------------------- | ---------------------- |
| Edició                      | Or                     | Plata                  | Bronze                 | Total                  |
| Chamonix 1924               | 0                      | 0                      | 0                      | 0                      |
| Sankt-Moritz 1928           | 0                      | 0                      | 0                      | 0                      |
| Lake Placid 1932            | 0                      | 0                      | 0                      | 0                      |
| Garmisch-Partenkirchen 1936 | 0                      | 0                      | 0                      | 0                      |
| Sankt-Moritz 1948           | 0                      | 0                      | 0                      | 0                      |
| Oslo 1952                   | 0                      | 0                      | 0                      | 0                      |
| Cortina d'Ampezzo 1956      | 0                      | 0                      | 1                      | 1                      |
| Squaw Valley 1960           | 0                      | 1                      | 1                      | 2                      |
| Innsbruck 1964              | 0                      | 0                      | 0                      | 0                      |
| Grenoble 1968               | 0                      | 0                      | 0                      | 0                      |
| Sapporo 1972                | 1                      | 0                      | 0                      | 1                      |
| Innsbruck 1976              | 0                      | 0                      | 0                      | 0                      |
| Lake Placid 1980            | 0                      | 0                      | 0                      | 0                      |
| Sarajevo 1984               | 0                      | 0                      | 0                      | 0                      |
| Calgary 1988                | 0                      | 0                      | 0                      | 0                      |
| Albertville 1992            | 0                      | 0                      | 0                      | 0                      |
| Lillehammer 1994            | 0                      | 0                      | 0                      | 0                      |
| Nagano 1998                 | 0                      | 0                      | 0                      | 0                      |
| Salt Lake City 2002         | 0                      | 1                      | 1                      | 2                      |
| Torí 2006                   | 0                      | 1                      | 1                      | 2                      |
| Vancouver 2010              | 1                      | 3                      | 2                      | 6                      |
| Sochi 2014                  | 4                      | 1                      | 1                      | 6                      |
| Pyeongchang 2018            | 1                      | 0                      | 1                      | 2                      |
| Pequín 2022                 | 0                      | 0                      | 1                      | 1                      |
| TOTAL                       | 7                      | 7                      | 9                      | 23                     |

### Per esport
| Esports d'estiu | Esports d'estiu | Esports d'estiu | Esports d'estiu | Esports d'estiu |
| --------------- | --------------- | --------------- | --------------- | --------------- |
| Edició          | Or              | Plata           | Bronze          | Total           |
| Atletisme       | 28              | 21              | 17              | 66              |
| Boxa            | 8               | 9               | 26              | 43              |
| Lluita          | 5               | 9               | 13              | 26              |
| Halterofília    | 5               | 6               | 21              | 32              |
| Esgrima         | 4               | 9               | 9               | 22              |
| Rem             | 4               | 4               | 11              | 19              |
| Tir             | 4               | 3               | 5               | 12              |
| Judo            | 3               | 3               | 2               | 8               |
| Pentatló modern | 3               | 0               | 1               | 4               |
| Hípica          | 1               | 3               | 2               | 6               |
| Natació         | 1               | 3               | 2               | 6               |
| Futbol          | 1               | 2               | 0               | 3               |
| Vela            | 1               | 1               | 3               | 5               |
| Gimnàstica      | 1               | 1               | 2               | 4               |
| Voleibol        | 1               | 0               | 2               | 3               |
| Piragüisme      | 0               | 8               | 14              | 21              |
| Ciclisme        | 0               | 7               | 4               | 11              |
| Tir amb arc     | 0               | 1               | 1               | 2               |
| handbol         | 0               | 0               | 1               | 1               |
| TOTAL           | 70              | 90              | 136             | 296             |

| Esports d'hivern       | Esports d'hivern | Esports d'hivern | Esports d'hivern | Esports d'hivern |
| ---------------------- | ---------------- | ---------------- | ---------------- | ---------------- |
| Edició                 | Or               | Plata            | Bronze           | Total            |
| Salt d'esquí           | 4                | 3                | 3                | 10               |
| Esquí de fons          | 2                | 1                | 2                | 5                |
| Patinatge de velocitat | 1                | 2                | 3                | 6                |
| Biatló                 | 0                | 1                | 0                | 1                |
| Combinada nòrdica      | 0                | 0                | 1                | 1                |
| TOTAL                  | 7                | 7                | 9                | 23               |